# Війратсі (волость)
Ві́йратсі (ест. Viiratsi vald) — волость в Естонії, одиниця самоврядування в повіті Вільяндімаа з 7 травня 1992 до 5 листопада 2013 року.

## Географічні дані
Площа волості — 213 км2, чисельність населення на 1 січня 2013 року становила 3457 осіб.

## Населені пункти
Адміністративний центр — селище Війратсі (Viiratsi alevik).
До складу волості також входило 21 село (küla):
Вазара (Vasara), Валма (Valma), Вана-Вийду (Vana-Võidu), Ванавялья (Vanavälja), Вардья (Vardja), Веріласке (Verilaske), Йиекюла (Jõeküla), Кібекюла (Kibeküla), Куудекюла (Kuudeküla), Лойме (Loime), Мягма (Mähma), Мяелткюла (Mäeltküla), Ребасте (Rebaste), Рідакюла (Ridaküla), Руудікюла (Ruudiküla), Саарекюла (Saareküla), Сурва (Surva), Тинукюла (Tõnuküla), Тусті (Tusti), Тянассілма (Tänassilma), Уусна (Uusna).

## Історія
7 травня 1992 року Війратсіська сільська рада перетворена у волость зі статусом самоврядування.
27 червня 2013 року Уряд Естонії постановою № 108 затвердив утворення нової адміністративної одиниці — волості Вільянді — шляхом об'єднання територій чотирьох волостей: Пайсту, Пярсті, Саарепееді та Війратсі. Зміни в адміністративно-територіальному устрої, відповідно до постанови, набрали чинності 5 листопада 2013 року. Волость Війратсі вилучена з «Переліку адміністративних одиниць на території Естонії».